# Подгорје (Копар)
Подгорје (словен. Podgorje, итал. Piedimonte d'Istria) је насељено место у општини Копар, Обално-крашка регија, Словенија.

## Историја
До територијалне реорганизације у Словенији било је у саставу старе општине Сежана.

## Становништво
У попису становништва из 2011. године, Подгорје је имало 162 становника.
| Број становника према пописима | Број становника према пописима | Број становника према пописима |
| ------------------------------ | ------------------------------ | ------------------------------ |
| 1991                           | 2002                           | 2011                           |
| 177                            | 152                            | 162                            |

## Галерија
- железничка станица
- пејзаж